# Blocus de la mer d'Azov
En 2018, la Russie entame le blocus de la mer d'Azov à l'encontre des navires ukrainiens. Les navires civils qui mouillent dans les ports ukrainiens de la mer d'Azov sont arrêtés fréquemment par les navires du service frontalier russe FSB. Le 25 novembre 2018, la Russie établit un blocus maritime direct.

## Contexte
En 2014, la Russie entreprend une intervention militaire dans la péninsule ukrainienne de Crimée et immédiatement après, celle-ci est annexée. En mai 2018, la Russie construit un pont routier à travers le détroit de Kertch, le pont de Crimée.

## Avant l'invasion de l'Ukraine

### Actions ukrainiennes
Le 25 mars 2018, un navire de protection maritime des garde-frontières ukrainiens arrête le bateau de pêche Nord, battant pavillon de la fédération de Russie, dans la partie ukrainienne de la mer d’Azov. L’équipage est en possession de passeports russes. « L’inspection a révélé [que le navire] a été enregistré sur le territoire temporairement occupé de la RA de Crimée », selon le Service des garde-frontières de l’Ukraine. « En outre, les membres de l’équipage du navire ont violé la procédure de départ du territoire de l’Ukraine temporairement occupé. Tous avaient de prétendus passeports de citoyens russes délivrés à Kertch », ajoutent les garde-frontières. Des poursuites pénales sont engagées contre l'équipage.
Le 9 avril 2018, les garde-frontières ukrainiens arrêtent l’équipage du navire Nord, retenu en Crimée, alors qu’il tente de traverser illégalement la frontière de la Crimée occupée. Avant cela, certains des contrevenants ont tenté de franchir la frontière de l’Ukraine à bord de voitures diplomatiques de la fédération de Russie dans la région de Kharkiv.

### Actions russes
Le 30 avril 2018, les Russes commencent à arraisonner des navires ukrainiens dans la mer d’Azov et à arrêter leurs équipages. Les marins ukrainiens détenus ne sont pas autorisés à être représentés par un avocat et sont soumis à des pressions psychologiques. Des inspections sont également effectuées sur des navires étrangers entrant dans la mer d’Azov.
En date du 12 juillet 2018, les Russes ont arraisonné cent navires ukrainiens et causé des dommages importants à deux ports ukrainiens sur la mer d’Azov. Le ministre des Infrastructures de l’Ukraine, Volodymyr Omelyan (en), propose d’imposer des sanctions contre la Russie. À la fin de septembre 2018, le gouvernement de l’Ukraine signale que plus de 200 navires ont été arraisonnés par les Russes, dont environ 120 battant pavillon de pays de l’Union européenne. Les inspections s'étalent sur plusieurs jours au lieu des heures habituelles.
En conséquence, le retard moyen par navire pour passer de la mer d’Azov à la mer Noire est de 79,5 heures en 2018, 37,4 heures en 2019 et 29,6 heures en 2020. En 2021, le retard moyen augmente à nouveau pour atteindre 39,7 heures par navire.
Depuis le 1er juillet 2021, les autorités russes autorisent légalement les officiers militaires à « bloquer le territoire et les eaux » du détroit de Kertch.

## Après l'invasion de l'Ukraine
Dès le début de l'invasion de l'Ukraine, commencée le 24 février 2022, la Russie prend le contrôle des villes de Berdiansk et de Marioupol, ports principaux donnant accès à la mer d'Azov, qu'elle contrôle donc totalement. Le blocus est maintenu en mer d'Azov et élargi à la mer Noire, afin d'empêcher l'exportation de céréales ukrainiennes par voie maritime. 
La Russie profite du contrôle exercé sur une partie du sud de l'Ukraine et sur la mer d'Azov pour exporter illégalement des céréales ukrainiennes, notamment depuis le port de Berdiansk. 